# Lycosa gilberta
Lycosa gilberta là một loài nhện trong họ Lycosidae.
Loài này thuộc chi Lycosa. Lycosa gilberta được Henry Roughton Hogg miêu tả năm 1905.